# Scooby-Doo et la Folie du catch
Série
Scooby-Doo et le Fantôme de l'Opéra
(2013) Scooby-Doo : Aventures en Transylvanie
(2014)
Pour plus de détails, voir Fiche technique et Distribution.
Scooby-Doo et la Folie du catch (Scooby-Doo! Wrestlemania Mystery) est un film d'animation américain réalisé par Brandon Vietti, sorti en 2014 directement en vidéo.
C'est le 22e long métrage de la série de films avec Scooby-Doo produite par Warner Bros Feature Animation et le premier à ne pas être distribué par Warner Premiere.

## Synopsis
Sammy et Scooby-Doo ont gagné des billets pour assister à la WrestleMania XXX de la WWE à La Nouvelle-Orléans, une manifestation de catch très populaire. Cependant, lorsqu'un un monstre ressemblant à un ours fantôme apparaît et menace de gâcher l'événement, l'équipe de Mystère et Cie demande aux superstars de la WWE,  John Cena, Brodus Clay, AJ Lee, Triple H, The Miz, Kane, Sin Cara et Vince McMahon de les aider à résoudre le mystère.

## Fiche technique
- Titre : Scooby-Doo et la Folie du catch
- Titre original : Scooby-Doo! Wrestlemania Mystery
- Réalisation : Brandon Vietti
- Scénario : Mike S. Ryan
- Sociétés de production : WWE Studios, Warner Bros. Feature Animation
- Société de distribution : Warner Home Video
- Pays d'origine :  États-Unis
- Langue originale : anglais
- Format : couleur
- Genre : Animation, action et comédie horrifique
- Durée : 84 minutes
- Dates de sortie :  États-Unis : 25 mars 2014 ;  France : 2 avril 2014

## Distribution

### Voix originales
- Frank Welker : Scooby-Doo / Fred Jones
- Matthew Lillard : Sammy Rogers
- Mindy Cohn : Véra Dinkley
- Grey DeLisle : Daphné Blake
- Triple H : lui-même
- Vince McMahon : lui-même
- John Cena : lui-même
- Kane : lui-même
- The Miz : lui-même
- Michael Cole : lui-même
- Brodus Clay : lui-même
- Santino Marella : lui-même
- Sin Cara : lui-même
- AJ Lee : elle-même

### Voix françaises
- Éric Missoffe : Scooby-Doo / Sammy Rogers
- Mathias Kozlowski : Fred Jones / Santino Marella
- Caroline Pascal : Véra Dinkley
- Céline Melloul : Daphné Blake / AJ Lee
- Patrick Borg : John Cena
- Michel Vigné : Triple H / Kane / Bayard / The Miz
- Jean-Claude Sachot : Cookie
- Patrick Raynal : Vince McMahon
- Raphaël Cohen : Ruben / Brodus Clay
- Laurent Larcher : Michael Cole
- Anne Plumet : Ms. Richards

## Suite
Un second film en collaboration avec la WWE est sorti en 2016 : Scooby-Doo et WWE : La Malédiction du pilote fantôme.

## Autour du film
- En version originale, ce sont les véritables catcheurs John Cena, Brodus Clay, AJ Lee, Triple H, The Miz, Kane, Sin Cara et Vince McMahon qui doublent leur propres personnages.
- Du début du match jusqu'à la fin du combat final contre l'ours fantôme, plusieurs spectateurs sont visibles ; quatre d'entre eux ne sont autres que Wonder Girl, Artemis, Zatanna et Miss Martian de la série Young Justice. Ce caméo est possible car DC Comics et la franchise Scooby-Doo appartiennent tous deux à la Warner.